# Torino Calcio 1984-1985
Questa voce raccoglie le informazioni riguardanti il Torino Calcio nelle competizioni ufficiali della stagione 1984-1985.

## Stagione

Silvano Martina, nuovo numero uno granata e pluripresente della stagione.

Nel campionato 1984-85 il Torino di Luigi Radice si è preso una prestigiosa seconda posizione, a quattro punti dal Verona di Osvaldo Bagnoli che ha vinto il suo primo scudetto. Un percorso molto regolare quello dei granata, 20 punti nel girone di andata e 19 nel ritorno, guadagnando con il secondo posto il diritto a partecipare la prossima stagione alla Coppa UEFA.
Quale secondo straniero al posto dell'argentino Patricio Hernandez passato all'Ascoli, dal Flamengo è arrivato il centrocampista brasiliano Júnior che ha fatto coppia con il confermato attaccante austriaco Walter Schachner autore di 8 reti, meglio ha fatto Aldo Serena arrivato dall'Inter con 9 reti.
Nella Coppa Italia il Torino ha disputato e vinto con l'Empoli il quarto girone di qualificazione, giocato prima del campionato, poi a febbraio ha superato il Cagliari negli ottavi di finale, fermando la corsa in giugno nei quarti di finale per mano della Sampdoria.

## Divise e sponsor
Lo sponsor tecnico della stagione 1984-1985 fu adidas, mentre lo sponsor principale fu Sweda.
| Casa | Trasferta |

## Organigramma societario
- Presidente:
  - Sergio Rossi
- Segretario:
  - Federico Bonetto

- Direttore generale:
  - Luciano Moggi
- Allenatore:
  - Luigi Radice

## Rosa

Aldo Serena, autore di 9 gol nel suo unico campionato in granata, compreso quello che decise al 90' il derby del 18 novembre 1984.

| N. |                   | Ruolo | Calciatore          |
| -- | ----------------- | ----- | ------------------- |
|    | Italia (bandiera) | P     | Renato Copparoni    |
|    | Italia (bandiera) | P     | Silvano Martina     |
|    | Italia (bandiera) | D     | Giuseppe Argentesi  |
|    | Italia (bandiera) | D     | Paolo Beruatto      |
|    | Italia (bandiera) | D     | Antonio Comi        |
|    | Italia (bandiera) | D     | Giancarlo Corradini |
|    | Italia (bandiera) | D     | Luigi Danova        |
|    | Italia (bandiera) | D     | Giacomo Ferri       |
|    | Italia (bandiera) | D     | Giovanni Francini   |
|    | Italia (bandiera) | D     | Roberto Galbiati    |
|    | Italia (bandiera) | D     | Pietro Mariani      |
|    | Italia (bandiera) | D     | Silvio Picci        |

| N. |                    | Ruolo | Calciatore                   |
| -- | ------------------ | ----- | ---------------------------- |
|    | Italia (bandiera)  | D     | Renato Zaccarelli (capitano) |
|    | Italia (bandiera)  | C     | Domenico Caso                |
|    | Italia (bandiera)  | C     | Giuseppe Dossena             |
|    | Brasile (bandiera) | C     | Júnior                       |
|    | Italia (bandiera)  | C     | Marco Osio                   |
|    | Italia (bandiera)  | C     | Danilo Pileggi               |
|    | Italia (bandiera)  | C     | Roberto Rambaudi             |
|    | Italia (bandiera)  | C     | Giuseppe Scienza             |
|    | Italia (bandiera)  | C     | Claudio Sclosa               |
|    | Italia (bandiera)  | A     | Girolamo Bizzarri            |
|    | Austria (bandiera) | A     | Walter Schachner             |
|    | Italia (bandiera)  | A     | Aldo Serena                  |

## Calciomercato

### Sessione estiva
| Acquisti | Acquisti        | Acquisti | Acquisti      |
| R.       | Nome            | a        | Modalità      |
| -------- | --------------- | -------- | ------------- |
| P        | Silvano Martina | Genoa    | definitivo    |
| C        | Júnior          | Flamengo | definitivo    |
| C        | Claudio Sclosa  | Como     | fine prestito |
| A        | Aldo Serena     | Inter    | prestito      |

| Cessioni | Cessioni           | Cessioni | Cessioni   |
| R.       | Nome               | da       | Modalità   |
| -------- | ------------------ | -------- | ---------- |
| P        | Giuliano Terraneo  | Milan    | definitivo |
| D        | Silvano Benedetti  | Parma    | prestito   |
| D        | Antonio Cavallo    | Campania | definitivo |
| D        | Marco Rossi        | Campania | definitivo |
| C        | Patricio Hernández | Ascoli   | definitivo |
| A        | Franco Selvaggi    | Udinese  | definitivo |

## Risultati

### Serie A

#### Girone di andata
| Arbitro: | Leni (Perugia) |

|               |           |  |
| Schachner 20’ | Marcatori |  |

| Arbitro: | Mattei (Macerata) |

|                                |           |          |
| Bonomi 3’ (rig.) Nicoletti 24’ | Marcatori | 41’ Caso |

| Arbitro: | Pieri (Genova) |

|                             |           |  |
| Serena 1’, 79’ Francini 57’ | Marcatori |  |

| Arbitro: | Redini (Pisa) |

|  |           |            |
|  | Marcatori | 31’ Serena |

| Arbitro: | Ballerini (La Spezia) |

|            |           |             |
| Serena 56’ | Marcatori | 21’ Bergomi |

| Arbitro: | Pieri (Genova) |

|                   |           |  |
| Júnior 77’ (rig.) | Marcatori |  |

| Arbitro: | Paparesta (Bari) |

|                         |           |                         |
| Souness 20’ Francis 91’ | Marcatori | 13’ Galbiati 28’ Júnior |

| Arbitro: | Pieri (Genova) |

|                          |           |  |
| Schachner 80’ Júnior 88’ | Marcatori |  |

| Arbitro: | Agnolin (Bassano del Grappa) |

|             |           |                         |
| Platini 15’ | Marcatori | 48’ Francini 89’ Serena |

| Arbitro: | Bergamo (Livorno) |

|             |           |                          |
| Dossena 24’ | Marcatori | 20’ Briegel 60’ Marangon |

| Arbitro: | Longhi (Roma) |

|            |           |                                   |
| Amodio 61’ | Marcatori | 3’, 72’ Dossena 33’ (rig.) Júnior |

| Arbitro: | Lombardo (Marsala) |

|                                       |           |                   |
| Serena 16’ Dossena 46’ Zaccarelli 57’ | Marcatori | 26’ (aut.) Júnior |

| Bergamo 23 dicembre 1984, ore 14:30 UTC+1 13ª giornata | Atalanta         | 0 – 0 | Torino | Stadio Comunale (34.552 spett.)\| Arbitro: \| Lanese (Messina) \| |
| Arbitro:                                               | Lanese (Messina) |       |        |                                                                   |

| Arbitro: | Pieri (Genova) |

|                               |           |                |
| Dossena 17’ Júnior 61’ (rig.) | Marcatori | 52’, 80’ Pecci |

| Arbitro: | Bergamo (Livorno) |

|            |           |  |
| Pruzzo 38’ | Marcatori |  |

#### Girone di ritorno
| Arbitro: | Lanese (Messina) |

|                           |           |                          |
| Cantarutti 35’ Dirceu 67’ | Marcatori | 62’ Schachner 75’ Sclosa |

| Arbitro: | Esposito (Torre del Greco) |

|              |           |  |
| Corradini 6’ | Marcatori |  |

| Arbitro: | Redini (Pisa) |

|                                    |           |           |
| Maradona 23’ (rig.) Caffarelli 49’ | Marcatori | 7’ Júnior |

| Arbitro: | Leni (Perugia) |

|               |           |  |
| Schachner 79’ | Marcatori |  |

| Arbitro: | Lo Bello (Siracusa) |

|               |           |               |
| Collovati 29’ | Marcatori | 13’ Corradini |

| Roma 3 marzo 1985, ore 15:00 UTC+1 21ª giornata | Lazio            | 0 – 0 | Torino | Stadio Olimpico (27.446 spett.)\| Arbitro: \| D'Elia (Salerno) \| |
| Arbitro:                                        | D'Elia (Salerno) |       |        |                                                                   |

| Arbitro: | Longhi (Roma) |

|                   |           |                      |
| Júnior 21’ (rig.) | Marcatori | 62’ (aut.) Corradini |

| Arbitro: | Lo Bello (Siracusa) |

|  |           |               |
|  | Marcatori | 61’ Schachner |

| Arbitro: | Bergamo (Livorno) |

|  |           |                                 |
|  | Marcatori | 11’ Briaschi 87’ (rig.) Platini |

| Arbitro: | Lombardo (Marsala) |

|             |           |                          |
| Briegel 77’ | Marcatori | 53’ Serena 65’ Schachner |

| Arbitro: | Ballerini (La Spezia) |

|                          |           |  |
| Serena 13’ Schachner 88’ | Marcatori |  |

| Como 28 aprile 1985, ore 16:00 UTC+2 27ª giornata | Como               | 0 – 0 | Torino | Stadio Giuseppe Sinigaglia (17.700 spett.)\| Arbitro: \| Bianciardi (Siena) \| |
| Arbitro:                                          | Bianciardi (Siena) |       |        |                                                                                |

| Torino 5 maggio 1985, ore 16:00 UTC+2 28ª giornata | Torino       | 0 – 0 | Atalanta | Stadio Comunale (27.169 spett.)\| Arbitro: \| Baldi (Roma) \| |
| Arbitro:                                           | Baldi (Roma) |       |          |                                                               |

| Firenze 12 maggio 1985, ore 16:00 UTC+2 29ª giornata | Fiorentina         | 0 – 0 | Torino | Stadio Comunale (40.676 spett.)\| Arbitro: \| Lombardo (Marsala) \| |
| Arbitro:                                             | Lombardo (Marsala) |       |        |                                                                     |

| Arbitro: | Sguizzato (Verona) |

|            |           |  |
| Serena 79’ | Marcatori |  |

### Coppa Italia

#### Fase a gironi
| Cesena 22 agosto 1984, ore 20:45 UTC+2 1ª giornata | Cesena        | 0 – 0 | Torino | Stadio Dino Manuzzi\| Arbitro: \| Redini (Pisa) \| |
| Arbitro:                                           | Redini (Pisa) |       |        |                                                    |

| Arbitro: | Leni (Perugia) |

|                                         |           |              |
| Schachner 29’ Zaccarelli 35’ Júnior 57’ | Marcatori | 2’ Nicoletti |

| Vicenza 29 agosto 1984, ore 20:45 UTC+2 3ª giornata | Lanerossi Vicenza         | 0 – 0 | Torino | Stadio Romeo Menti\| Arbitro: \| Pezzella (Frattamaggiore) \| |
| Arbitro:                                            | Pezzella (Frattamaggiore) |       |        |                                                               |

| Torino 2 settembre 1984, ore 20:30 UTC+2 4ª giornata | Torino              | 0 – 0 | Monza | Stadio Comunale\| Arbitro: \| Tubertini (Bologna) \| |
| Arbitro:                                             | Tubertini (Bologna) |       |       |                                                      |

| Arbitro: | Pieri (Genova) |

|  |           |            |
|  | Marcatori | 56’ Júnior |

#### Fase finale
| Arbitro: | Magni (Bergamo) |

|                   |           |  |
| Júnior 86’ (rig.) | Marcatori |  |

| Cagliari 27 febbraio 1985, ore 20:30 UTC+1 Ottavi di finale - Ritorno | Cagliari           | 0 – 0 | Torino | Stadio Sant'Elia\| Arbitro: \| Bianciardi (Siena) \| |
| Arbitro:                                                              | Bianciardi (Siena) |       |        |                                                      |

| Torino 12 giugno 1985, ore 20:30 UTC+2 Quarti di finale - Andata | Torino           | 0 – 0 | Sampdoria | Stadio Comunale (17.847 spett.)\| Arbitro: \| Casarin (Milano) \| |
| Arbitro:                                                         | Casarin (Milano) |       |           |                                                                   |

| Arbitro: | Lombardo (Marsala) |

|                                                       |           |                       |
| Vierchowod 10’ Francis 54’ (rig.), 64’ R. Mancini 89’ | Marcatori | 60’ Francini 62’ Comi |

## Statistiche

### Statistiche di squadra
| Competizione | Punti | In casa | In casa | In casa | In casa | In casa | In casa | In trasferta | In trasferta | In trasferta | In trasferta | In trasferta | In trasferta | Totale | Totale | Totale | Totale | Totale | Totale | DR  |
| Competizione | Punti | G       | V       | N       | P       | Gf      | Gs      | G            | V            | N            | P            | Gf           | Gs           | G      | V      | N      | P      | Gf     | Gs     | DR  |
| ------------ | ----- | ------- | ------- | ------- | ------- | ------- | ------- | ------------ | ------------ | ------------ | ------------ | ------------ | ------------ | ------ | ------ | ------ | ------ | ------ | ------ | --- |
| Serie A      | 39    | 15      | 9       | 4       | 2       | 20      | 9       | 15           | 5            | 7            | 3            | 16           | 13           | 30     | 14     | 11     | 5      | 36     | 22     | +14 |
| Coppa Italia | -     | 4       | 2       | 2       | 0       | 4       | 1       | 5            | 1            | 3            | 1            | 3            | 4            | 9      | 3      | 5      | 1      | 7      | 5      | +2  |
| Totale       | -     | 19      | 11      | 6       | 2       | 24      | 10      | 20           | 6            | 10           | 4            | 19           | 17           | 39     | 17     | 16     | 6      | 43     | 27     | +16 |

### Statistiche dei giocatori
| Giocatore     | Serie A  | Serie A | Serie A     | Serie A    | Coppa Italia | Coppa Italia | Coppa Italia | Coppa Italia | Totale   | Totale | Totale      | Totale     |
| Giocatore     | Presenze | Reti    | Ammonizioni | Espulsioni | Presenze     | Reti         | Ammonizioni  | Espulsioni   | Presenze | Reti   | Ammonizioni | Espulsioni |
| ------------- | -------- | ------- | ----------- | ---------- | ------------ | ------------ | ------------ | ------------ | -------- | ------ | ----------- | ---------- |
| P. Beruatto   | 20       | 0       | ?           | 0          | 9            | 0            | ?            | ?            | 29       | 0      | ?           | 0+         |
| D. Caso       | 6        | 1       | ?           | 0          | 6            | 0            | ?            | ?            | 12       | 1      | ?           | 0+         |
| A. Comi       | 17       | 0       | ?           | 0          | 6            | 1            | ?            | ?            | 23       | 1      | ?           | 0+         |
| R. Copparoni  | 0        | -0      | 0           | 0          | 2            | -1           | ?            | ?            | 2        | -1     | 0+          | 0+         |
| G. Corradini  | 13       | 2       | ?           | 0          | 8            | 0            | ?            | ?            | 21       | 2      | ?           | 0+         |
| L. Danova     | 26       | 0       | ?           | 0          | 8            | 0            | ?            | ?            | 34       | 0      | ?           | 0+         |
| G. Dossena    | 30       | 5       | ?           | 1          | 6            | 0            | ?            | ?            | 36       | 5      | ?           | 1+         |
| G. Ferri      | 22       | 0       | ?           | 0          | 7            | 0            | ?            | ?            | 29       | 0      | ?           | 0+         |
| G. Francini   | 27       | 2       | ?           | 0          | 7            | 1            | ?            | ?            | 34       | 3      | ?           | 0+         |
| R. Galbiati   | 20       | 1       | ?           | 0          | 7            | 0            | ?            | ?            | 27       | 1      | ?           | 0+         |
| Júnior        | 26       | 7       | ?           | 0          | 6            | 3            | ?            | ?            | 32       | 10     | ?           | 0+         |
| P. Mariani    | 1        | 0       | ?           | 0          | 4            | 0            | ?            | ?            | 5        | 0      | ?           | 0+         |
| S. Martina    | 30       | -22     | ?           | 0          | 7            | -4           | ?            | ?            | 37       | -26    | ?           | 0+         |
| M. Osio       | 0        | 0       | 0           | 0          | 1            | 0            | ?            | ?            | 1        | 0      | 0+          | 0+         |
| S. Picci      | 0        | 0       | 0           | 0          | 1            | 0            | ?            | ?            | 1        | 0      | 0+          | 0+         |
| D. Pileggi    | 17       | 0       | ?           | 1          | 6            | 0            | ?            | ?            | 23       | 0      | ?           | 1+         |
| W. Schachner  | 27       | 7       | ?           | 0          | 8            | 1            | ?            | ?            | 35       | 8      | ?           | 0+         |
| C. Sclosa     | 25       | 1       | ?           | 0          | 7            | 0            | ?            | ?            | 32       | 1      | ?           | 0+         |
| A. Serena     | 29       | 9       | ?           | 0          | 6            | 0            | ?            | ?            | 35       | 9      | ?           | 0+         |
| R. Zaccarelli | 28       | 1       | ?           | 0          | 6            | 1            | ?            | ?            | 34       | 2      | ?           | 0+         |

## Giovanili

Una formazione della Primavera granata vittoriosa in stagione in Campionato e al Torneo di Viareggio

### Organigramma
- Primavera
  - Allenatore: Sergio Vatta[4]

### Piazzamenti
- Primavera:
  - Campionato: vincitore
  - Coppa Italia: finale[4]
  - Torneo di Viareggio: vincitore[5]
- Giovanissimi Nazionali:
  - Campionato: vincitore